# Wapen van Anjum

Wapen van Anjum

Het wapen van Anjum is het dorpswapen van het Nederlandse dorp Anjum, in de Friese gemeente Noardeast-Fryslân. Het wapen werd in 1988 geregistreerd.

## Beschrijving
De blazoenering van het wapen luidt als volgt:
Doorsneden: I in zilver drie gekruiste lisdodden van sinopel, samengebonden met een lint van keel; II gepaald van azuur en zilver van acht stukken.
De heraldische kleuren zijn: zilver (zilver), sinopel (groen), keel (rood) en azuur (blauw).

## Symboliek
- Kleurstelling: overgenomen van het wapen van Oostdongeradeel, de gemeente waar het dorp eertijds tot behoorde.[3]
- Lisdodden: ontleend aan het wapen van de familie Van Holdinga die de plaatselijke Holdingastate bewoonde.[3]
- Blauwe en zilveren palen: afkomstig van het wapen van het geslacht Thoe Schwartzenberg en Hohenlansberg dat verwant raakte aan de Holdinga's.[3]

## Zie ook

Vlag van Anjum